# Анджей Ліпський
Анджей Лі́пський (пол. Andrzej Lipski; 1572 — 4 вересня 1631) — державний діяч Речі Посполитої, священик і єпископ Римо-Католицької Церкви. Представник шляхетського роду Ліпських гербу Граблі. Великий канцлер коронний (1620–1623), сенатор. Великий підканцлер коронний (1618–1620). Луцький єпископ РКЦ (20 лютого 1617–1623), влоцлавський (20 листопада 1623–1630) і краківський (2 грудня 1630–1631).

## Життєпис
Народився біля Любачева, Русь. Син Яна Ліпського та Регіни Семяковської. Виховувався у кальвіністській родині. Навчався в Страсбурзькому і Гейдельберзькому університетах.
У 1592 року під впливом коронного референдарія Пйотра Тиліцького перейшов у католицизм. Прийняв священство 1599 року.
1600 року отримав посаду королівського секретаря Сигізмунда II Августа. У 1602 році виїхав на навчання до Риму. У 1603 році за сприяння короля стає краківським каноніком. Також цього ж року отримав плоцьку схоластику. 1605 року в Римі отримав ступінь доктора обох прав. Цього року йому було надано гнєзненську кустодію, 1612 року — краківську схоластику. 1614 року Анджей Ліпський стає сандомирським каноніком. 1616 року обирається адміністратором Краківської діоцезії. Того ж року стає луцьким єпископом (підтверджено папою римським 1617 року).
У 1617 році призначається великим підканцлером коронним, а 1620 року — великим коронним канцлером. Водночас стає охмістром королеви Катерини Габсбург. 1621 року провів синод Луцької діоцезії, де зобов'язав
духовенство, яке йому підлягало, вести реєстри парафіян, зробив також кроки в напрямку остаточного упорядкування територіальної організації окремих парафій. У 1622 році рішуче виступив проти визнання папою римським Павлом V коад'юторії катедральної деканії в Луцьку Петру Ушинському, і завдяки підтримці короля щодо цього досяг успішного результату. 1623 році після смерті павла Волуцького переходить до Влоцлавської діоцезії (при цьому на 3 роки зберіг плоцьку схоластику). 1625 року тут фундував францисканський монастир у с. Хоч (було у власності Анджея Ліпського) та м. Влоцлавку.
1630 року переведено на краківське єпископство. Помер 1631 року під час перебування у Варшаві. Похований у Вавельському кафедеральному соборі, в крипті каплиці Святих Матвія і Мацея.

## Творчість
Автор книг з історії та юриспруденції.